# 和田山郵便局
和田山郵便局（わだやまゆうびんきょく）は、兵庫県朝来市にある郵便局。民営化前の分類では集配普通郵便局であった。

## 概要
住所：〒669-5299 兵庫県朝来市和田山町東谷105-1

## 沿革
- 1874年（明治7年）12月 - 和田山郵便取扱所として開設[1]。
- 1875年（明治8年）1月1日 - 和田山郵便局（五等）となる。
- 1885年（明治18年）5月1日 - 貯金取扱を開始。
- 1888年（明治21年）5月16日 - 為替取扱を開始。
- 1891年（明治24年）12月16日 - 和田山郵便電信局となる。
- 1903年（明治36年）4月1日 - 通信官署官制の施行に伴い和田山郵便局となる。
- 1965年（昭和40年）11月7日 - 電話交換、和文電報配達、欧文電報受付・配達、国際電報受付・配達の各業務を、和田山電報電話局に移管[2]。
- 1967年（昭和42年）5月1日 - 特定郵便局から普通郵便局に局種別改定。同日、竹田郵便局から集配業務を移管。
- 2000年（平成12年）8月14日 - 外国通貨の両替および旅行小切手の売買に関する業務取扱を開始。
- 2007年（平成19年）3月19日 - 梁瀬郵便局から「669-51xx」区域の集配業務を移管[3]。
- 2007年（平成19年）10月1日 - 民営化に伴い、併設された郵便事業和田山支店に一部業務を移管。
- 2012年（平成24年）10月1日 - 日本郵便株式会社発足に伴い、郵便事業和田山支店を和田山郵便局に統合。

## 取扱内容
- 郵便、印紙、ゆうパック、内容証明
- 貯金、為替、振替、振込、国際送金、国債、投資信託
- 生命保険、バイク自賠責保険
- 地方公共団体事務（兵庫県住宅再建共済基金利用申込取次事務）
- ゆうちょ銀行ATM
- 「669-51xx」区域（朝来市（旧山東町域））および「669-52xx」区域（朝来市（旧和田山町域））集配業務
- ゆうゆう窓口

## 周辺
- 朝来市役所
- 池田古墳・城ノ山古墳
- 国道9号（和田山バイパス）
- 円山川

## アクセス
- JR山陰本線・播但線 和田山駅から徒歩約6分
- 全但バス 東谷停留所下車
- 北近畿豊岡自動車道、播但連絡道路 和田山ICから北へ約3.5km
- 駐車場あり：9台